# Oreoneta brunnea
Oreoneta brunnea är en spindelart som först beskrevs av James Henry Emerton 1882.  Oreoneta brunnea ingår i släktet Oreoneta och familjen täckvävarspindlar. Inga underarter finns listade i Catalogue of Life.